# ジョーダン・ストルツ
- ジョーダン・ストルツ
- ジョーダン・シュトルツ

ジョーダン・ストルツ (Jordan Stolz、2004年5月1日 - ) はアメリカのプロスピードスケート選手。世界距離別選手権で男子として史上始めて一大会個人三種目の優勝を果たした。18歳286日の世界距離別選手権優勝は男女通して、18歳174日でのワールドカップ優勝は男子として、いずれも史上最年少記録。趣味は狩猟、釣り。
現在、男子1000メートルの世界記録 (1分5秒37) を保持する。

## 人物
2004年5月21日、ウィスコンシン州ウエストベンドに生まれる。母は歯科衛生士、父は警察官でドイツ系の家系である 。5歳の時テレビでバンクーバーオリンピックを見る。スピードスケーターが高速で氷上を滑るのを見て興奮し、スケートへの挑戦心を掻き立てられた 。父親は彼と娘の両方にスケート靴を買い与えた 。父親は子供たちのスケートに関して非常に熱心で、自宅の池に照明を設置したので、子供達は一日中スケートができた。
5歳でスケートを始める時刺激になったのはバンクーバーオリンピックにおけるアポロ・アントン・オーノとシャニー・デービスの成功だった。自身はバンクーバーオリンピックのテレビ放送を見なければ、スピードスケート競技を始めなかったと考えている。 父親はストルツと娘が「異常に速く」なるまで、ショートトラックをさせるつもりだった。

## 主な戦績
| 年        | 冬季オリンピック         | 世界オールラウンド選手権 | 世界スプリント選手権 | 世界距離別選手権                      | 四大陸選手権                                                | ISUワールドカップ                                                      |
| --------- | ------------------------ | ------------------------ | -------------------- | ------------------------------------- | ----------------------------------------------------------- | ---------------------------------------------------------------------- |
| 2021-2022 | 13位 (500m) 14位 (1000m) |                          | 総合4位              |                                       |                                                             | 総合34位 (500m) 総合23位 (1000m) 総合27位 (マススタート)               |
| 2022-2023 |                          |                          |                      | 優勝 (500m) 優勝 (1000m) 優勝 (1500m) |                                                             | 総合5位 (500m) 総合3位 (1000m) 総合3位 (1500m) 総合45位 (5000m/10000m) |
| 2023-2024 |                          | 総合優勝                 |                      | 優勝 (500m) 優勝 (1000m) 優勝 (1500m) | 優勝 (1000m)                                                | 総合2位 (1000m) 総合2位 (1500m)                                        |
| 2024-2025 |                          |                          |                      |                                       | 優勝 (500m) 優勝 (1000m) 優勝 (1500m) 優勝 (団体パシュート) |                                                                        |